# Veille juridique
La veille juridique est une veille spécialisée dans le domaine du droit. Elle intègre naturellement la veille législative, réglementaire, jurisprudentielle et/ou doctrinale.
En France, l'Association des professionnels de l'information et de la documentation (ADBS) définit le premier terme : « Le veilleur-documentaliste alimente les décideurs d'une entreprise en informations sélectionnées et traitées en vue de les alerter sur l'évolution de l'environnement (technique, concurrentiel, économique, réglementaire, etc.) de l'entreprise et de les aider dans leurs prises de décision »
Cette veille est désormais déployée en mode numérique avec le développement de legaltechs et autre « Regtechs ».

## Définition
La veille juridique consiste plus spécifiquement pour une organisation ou un individu :
1. à identifier à travers différentes sources d’informations sélectionnées, toute nouvelle disposition juridique ou texte de droit. Celle-ci peut être actuelle – droit positif opposable car publié - ou en cours d’élaboration. Elle a ou peut avoir une influence sur l’activité d’une personne juridique, une personne morale (organisation publique ou privée : administration, entreprise, syndicat, association, etc.) voire une personne physique (majeur, mineur, salarié, électeur, etc.) ;
2. à traiter cette information en lui donnant une pertinence juridique ;
3. à diffuser cette information à son demandeur (« On demande »), à un réseau de personnes intéressées (diffusion par « abonnement », ou en mode « push »), voire un lectorat sur tout support approprié et adapté à l’organisation (publication papier, internet, intranet).

## Besoins d'information juridique
L'information juridique est un besoin pour tout citoyen membre d'un État et vivant dans un État de droit ou pour toute organisation, personne morale, reconnue comme un acteur juridique avec des droits et obligations.
Ce besoin étant universel et non sectoriel tout comme l'est le besoin de sécurité juridique qui motive le décryptage des règles applicables.
Cette recherche d'information juridique pour répondre aux questions posées par une situation juridique dans le cadre d'une analyse dynamique qui impose de plus en plus une veille professionnelle.
Parmi les éléments discrets qui poussent à une demande ou besoin d'informations juridiques, la certification ISO 9001 qui s'impose dans l'ensemble des organisations à la recherche d'un management certifié, exige la mise en place d'une veille juridique. Une telle veille souvent doublée d'une veille technique permet à celle-ci de maîtriser le cadre juridique dans lequel évolue son activité et anticiper les modifications auxquelles ce cadre sera inévitablement confronté. De la même manière, la mise en place d'un système de management environnemental (ISO 14001), oblige la société à introduire une procédure de veille juridique et réglementaire.

## Méthodologie

### Un constat: l'inflation normative
Le monde du droit voit sa production de dispositions augmenter sans cesse, face à la complexité des sociétés modernes et fort d'une demande sociale et politique source d'inflation normative.
Pour la France, l’État a des difficultés à connaître exactement le nombre de textes existants. En 2005, les dernières évaluations du Conseil d'État (Rapport 2006) évoquent 9 350 lois et 127 500 décrets, sans compter les décisions des autorités nationales et locales (arrêtés) et les décisions de justice « au nom du Peuple Français » de la part de multiples instances juridictionnelles, dont certaines font évoluer l'interprétation d'une règle de droit.
Grâce au site Légifrance, sa légistique permet depuis juin 2005 d'avoir une idée quantitative très précise de cette inflation normative en nombre de lois et de réglementations (décrets, arrêtés) repris partiellement dans les 64 codes français. On peut aussi consulter un aperçu quotidien des textes parus au Journal officiel (JO). Le dernier rapport du Sénat de 2010 sur ce phénomène confirme cette dérive inflationniste.

### Le choix d'une recherche critique
Le champ juridique objet de la veille peut varier selon le type de veille choisie. La dynamique de recherche est soit systématique (balayage des sources) ou ponctuelle (question juridique posée renouvelée le cas échéant).
Ces veilles peuvent être limitées :
- à des sources normatives spécifiques d'un ordre juridique donné (législative, réglementaire, jurisprudentielle, doctrinale),
- à une ou plusieurs branches du droit prédéfinies (civil, pénal, commercial, etc.),
- et/ou à des ordres juridiques présélectionnés (droit international, européen, national).

Ces approches sont combinées en fonction de la stratégie de recherche choisie.
La veille sera strictement juridique si elle se cantonne au repérage des normes applicables, car publiées et donc opposables (droit positif). Elle englobera une veille de lobbying si elle inscrit dans son champ les textes en cours d'élaboration au sein des différentes instances sources de droit (Conventions ou organisations internationales, institutions européennes, nationales, régionales, municipales, agences disposant d'un pouvoir normatif...).

### Panorama des sources gratuites et payantes
Parmi les sources communément utilisées par les professionnels du droit (juges, fonctionnaires, juristes d'entreprise, de syndicats, d'ONG en association etc.) y compris les auxiliaire de justice (avocats, notaires, huissiers, avoués), les références publiques papier et/ou électroniques généralement gratuites (Journaux officiels, sites internet des administrations publiques et des grandes juridictions) apportent les éléments juridiques essentiels et définissent le droit positif applicable à une situation juridique.
Les blogs juridiques commencent également à trouver leur place parmi les sources d'information et de réflexion en particulier lorsqu'ils émanent de professeurs, universitaires et praticiens reconnus par la communauté des juristes.
Outre ces sources publiques gratuites qui contribuent au service public du droit et de la justice, des références payantes existent également, émanant d’éditeurs qui enrichissent la qualité de l’information de la veille grâce à des contributions d'experts qui permettent d'affiner l'analyse (bases de données juridiques, revues juridiques en ligne, jurisprudences présélectionnées en ligne).

### Du citoyen au professionnel de la veille juridique
Le profil de l’organisation ou du demandeur, les nouvelles problématiques juridiques (biotechnologies, informatique, etc.), la multiplicité et le développement des sources, imposent au veilleur, juriste de formation qui maîtrise le langage juridique, ses concepts et notions, une remise en cause continuelle de ses sources et outils de recherche.
La recherche informatique par internet ne peut remplacer la recherche juridique traditionnelle sur support papier, mais elle prend une place de plus en plus grande dans l'analyse du droit actuel (exemples : site Légifrance pour la France ; site de l'Institut canadien d'information juridique pour le Canada).
À défaut d'une veille constante et précise, le professionnel du droit a l'obligation de vérifier ses sources et d'avertir son client en cas d'incertitude sous peine de voir engager sa responsabilité de conseil. Tel est le cas d'un notaire pour ne pas avoir averti ses clients des incertitudes du droit positif quant à la validité d'une pratique, coutume locale, validée par une cour d'appel mais n'ayant pas encore fait l'objet d'une confirmation ou infirmation en cassation (Cour de Cassation. 1re civ., 7 mars 2006 : Juris-Data no 2006-032548).
Le défaut de veille peut avoir des conséquences directes sur les administrés comme le note le Médiateur de la République dans son rapport 2010 (cf. p. 31) : « Certains services administratifs connaissent mal les évolutions législatives. Les règles changent, les procédures évoluent, mais ils ne s’y adaptent pas. Par défaut de veille juridique de leur part, la vie des usagers peut s’en trouver compliquée, voire bouleversée ».

## Bénéfices

### Des bénéfices d'une veille juridique efficace…
La veille est la première étape du questionnement juridique et conditionne la performance de la réponse qui lui est apportée en termes de solutions possibles pour un décideur.

« La veille juridique permet de réduire l'incertitude et de ne pas se reposer uniquement sur la croyance et l'expérience, même si cette dernière est importante pour les juristes. La recherche d'information est une étape critique dans la résolution d'un problème, et ce dans de nombreux domaines impliquant une prise de décision. Cette phase de veille juridique pose la question des modalités de recherche de l'information et de l'étendue de cette recherche. Une fois les informations collectées,la phase d'audit peut commencer […] la veille juridique, doit permettre de réduire au maximum l'incertitude quant à l'état de l'environnement et d'identifier aussi bien les risques négatifs que les risques positifs »

— Christophe Roquilly, Performance juridique et avantage concurrentiel, chronique n° 1, Les Petites Affiches, 30 avril 2007, pp. 7-19
La veille juridique qui intègre la veille réglementaire comme contractuelle, concourt directement à la gestion des connaissances juridiques mais elle sert avant tout la prévention juridique qui s’impose à tout sujet de droit et à la sécurité juridique dont il est demandeur. En effet, les risques juridiques qui concourent à l'insécurité juridique doivent être constamment pris en compte et réévalués face à des normes croissantes, en application de l’adage de droit romain : « Nul n’est censé ignorer la loi ».
La "mise en place d'un système de veille efficace" apparaît désormais dans le cadre des réflexions sur les stratégies juridiques comme un des outils de réduction des risques de non-conformité des organisations, c'est-à-dire de risques de comportements non conformes à la loi et ce, non intentionnellement.

### …aux bénéfices d'une intelligence juridique agile émergente en France
Cette veille juridique contribue à un stade plus avancé à nourrir l'intelligence juridique de la personne qu'elle sert (réflexions sur l'intelligence juridique, en tant que part de l'intelligence économique).
Le passage sémantique de la veille à l'intelligence juridique a été parfaitement cerné par les travaux du CIGREF dans son rapport de 2004 intitulé Intelligence juridique et système d'information(cf. p. 15-16) :

« Relevant de l’intelligence économique et stratégique, le vocable de « veille juridique » semblait jusqu’à présent plus approprié que celui d’« intelligence juridique ». Cette veille spécialisée consistait à étudier les systèmes juridiques nationaux et étrangers (réglementations existantes et émergentes, jurisprudence) et à en apprécier les conséquences pour l’entreprise, ainsi qu’à surveiller les contrefaçons (surveillance des dépôts de brevets et des enregistrements de marques).
Néanmoins, la prise de conscience par l’entreprise de la nécessité de gérer le risque juridique et de rationaliser les prestations juridiques, ainsi que de la possibilité d’utiliser le droit pour gagner des parts de marché, conduit de nombreux professionnels à observer qu’un « management juridique » est en train de s’imposer, et que le concept d’« intelligence juridique » répond mieux à la corrélation entre droit et stratégie au sein de l’entreprise. Cette intelligence juridique est essentielle pour l’entreprise, qui évolue dans un cadre juridique de plus en plus précis et mouvant. Elle doit se renseigner en permanence sur cet environnement juridique pour être en mesure d’agir sur celui-ci : éviter les déconvenues (versement de dommages et intérêts, amendes, voire peines de prison) et saisir les opportunités avant les autres (notamment en matière de propriété intellectuelle). « L’intelligence juridique » peut ainsi se définir comme un système de surveillance de l’environnement juridique de l’entreprise afin d’en détecter les menaces et opportunités. Elle se fonde sur la recherche et la collecte systématique, continue et rigoureuse d’informations juridiques provenant de sources diverses et ensuite sur le tri, l’analyse, la diffusion et enfin l’exploitation de ces informations (« veille juridique »). Ces informations doivent aider l’entreprise à prendre des décisions stratégiques et à renforcer sa position concurrentielle. »

Bertrand Warusfel en a donné une définition récente : « l'intelligence juridique s'entend de l'ensemble des techniques et des moyens permettant à un acteur – privé ou public - de connaître l'environnement juridique dont il est tributaire, d'en identifier et d'en anticiper les risques et les opportunités potentielles, d'agir sur son évolution et de disposer des informations et des droits nécessaires pour pouvoir mettre en œuvre les instruments juridiques aptes à réaliser ses objectifs stratégiques » (B. Warusfel, 2010, cf. Bibliographie).
Si le Juridique imite l'Économique dans sa démarche, l'intelligence juridique ainsi définie  intègre outre la veille, la gestion de la sécurité juridique qui s'assimile souvent à la gestion des risques juridiques ainsi qu'à l'influence ou lobbying visant à faire évoluer la règle de droit lors de son processus de création. La montée en puissance de la compliance confirme cette tendance de fond tout comme les approche d'audit voire d'audit juridique ou de conformité ou encore d'audit contractuel ou réglementaire. À chaque fois et pour l'ensemble de ses approches, la qualité de la veille juridique sera déterminante.

## Concrétisations au sein des organisations

### Éléments de mise en œuvre d'une veille juridique opérationnelle
Comme l'indiquait avec acuité B. Warusfel dès 1999 (cf. Bibliographie), les pistes managériales et organisationnelles pour faire vivre l'intelligence juridique au sein d'une organisation sont : 
- d'une part, de « promouvoir les méthodes et les outils de gestion de l'information juridique »
- et, d'autre part, « favoriser l'utilisation stratégique du droit », « seconde étape de développement d'une intelligence économique efficace » grâce à une « bonne capacité d'anticipation » et une « coordination étroite et en temps réel » entre les juristes et non-juristes.

Du point de vue opérationnel, l'information extraite d'une intelligence juridique adaptée à l'organisation doit être source de connaissances par son appropriation effective par les experts et autres conseils; puis contribuer à éclairer la décision qui en résultera sous forme d'action d'anticipation, de prévention, d'adaptation voire d'abstention sur le terrain juridique comme non-juridique.
Selon l'expression d'Alain Louvet, avocat, on ne peut que confirmer sans conteste que « le droit est une arme de l'intelligence économique ».

### La veille juridique: un point de départ à la conformité voire à la compliance
La veille juridique est assurément la première étape de la démarche de conformité ou de compliance comme le rappelle à juste titre Christophe Roquilly :

« Toute organisation en matière de conformité réglementaire doit nécessairement intégrer une première étape de veille juridique. Grâce à cette dernière, l'entreprise identifie (ou mieux, anticipe) les réglementations existantes, leur évolution, et en interprète les données. La seconde étape se traduit par la confrontation de ces données réglementaires au fonctionnement, aux actions, aux projets, et à la stratégie de l'entreprise. Le risque de non-conformité réglementaire provient du décalage entre un élément propre à l'entreprise (par exemple une action engagée ou un mode d'organisation) et une norme juridique. L'appréciation de ce décalage exige un échange d'informations entre les experts juridiques et les autres acteurs de l'entreprise. La qualité de cette coopération est perçue comme un déterminant de l'efficacité de la gestion du risque juridique. En mesurant ce décalage, l'entreprise est en mesure de prendre des décisions correctives en fonction du niveau de risque qu'elle souhaite engager et des opportunités qu'elle désire se créer. »

### Une veille juridique renforcée pour les sociétés cotées selon l'AMF
Au regard des dernières recommandations de l'Autorité des marchés financiers (France) du 22 juillet 2010, applicables aux sociétés cotées sur les dispositifs de gestion des risques et de contrôle interne - Cadre de référence, la veille juridique concourt directement à la conformité aux lois et règlements. Celles-ci « fixent des normes de comportement que la société intègre à ses objectifs de conformité ».
« Compte tenu du grand nombre de domaines existants (droit des sociétés, droit commercial, environnement », la veille juridique semble selon l'AMF participer à la seule phase no 2 :
- Phase 1 : connaître les diverses règles qui lui sont applicables ;
Il n'est facile de définir a priori et d'une manière exhaustive un corpus des règles applicables relatif à la personne juridique concernée, son activité, ses problématiques juridiques nationale(s), transnationales actuelles voire futures (compte tenu des projets en cours).
- Phase 2 : être en mesure d’être informée en temps utile des modifications qui leur sont apportées (veille juridique) ; 
Dans une sphère d'information totalement informatisée, le temps utile se réduit de plus en plus voire devient immédiat. Ce temps ne pourra être inférieur au diktat de l'effectivité dans le temps de la règle de droit généralement dès la parution du texte. Cette effectivité (droit positif) qui vaut opposabilité de la règle est éventuellement différée de quelques mois dans le temps si la règle le précise explicitement dans son dispositif. Une connaissance en amont des changements de la règle de droit à venir permet une meilleure anticipation et un temps utile plus long pour le veilleur.
- Phase 3 : transcrire ces règles dans ses procédures internes ;
C'est sans doute la phase la plus délicate quand il s'agit de sélectionner en fonction du type d'organisation et de la culture juridique en place, les informations juridiques qui seront traitées par un « process » particulier. Idéalement, chaque métier concerné verra avec son juriste la manière d'interpréter la règle en interne en imaginant les modalités opérationnelles précises d'une mise en conformité avec la règle « juste à temps ».
- Phase 4 : informer et former les collaborateurs sur celles des règles qui les concernent.
Cette phase présentée en dernier par l'AMF précède sans aucun doute la phase 3 et se décompose en deux temps: informer d'abord - après avoir été informé-, former par la suite sans doute et en particulier lorsque des procédures internes sont mises en place. La formation à la règle de droit externe et interne impose un exercice pédagogique délicat où le juriste se met à l'écoute et à la place du non-juriste pour décrypter une règle de droit mouvante, faite de tiroirs et d'exceptions sans oublier les exemptions en matière de champ d'application.

L'ensemble de ces tâches peuvent constituer sans nul doute une démarche d'intelligence juridique pour une entreprise cotée sous la responsabilité des directions fonctionnelles chargées de la conformité (juridique, RH, fiscal, comptable, opérationnel, commercial).

### La veille juridique, un élément crucial de la maîtrise des risques et de la bonne pratique du contrôle interne
Dans le cadre des référentiels de risques classiquement admis (COSO II et AMF), les experts de l'audit interne confirment que la veille juridique est un élément essentiel de mise en œuvre d'une bonne pratique du processus juridique et fiscal. Sous le contrôle d'experts juristes, elle est le socle d'une culture juridique vivante et constamment mise à jour au sein de l'organisation. Cette exigence naturelle pour le domaine juridique comme fiscal dont le rôle est d'assurer du strict respect de l'ensemble des lois et réglementations permet d'éviter :
- parmi les facteurs de risques, le non-respect ou du moins la méconnaissance de la règle de droit au regard des spécificités des activités de l'organisation.
- parmi les impacts prévisibles, les sanctions multiples sans oublier les risques financiers et de réputation voire la capacité d'exercer en tout partie l'activité de l'organisation (peines accessoires d'ordre pénal qui peuvent aller jusqu'à l'interdiction temporaire d'exercice) ou encore les risques de conflits avec le personnel.

Cette veille doit se décliner dans tous les autres domaines d'activités de l'organisation (management, financier, comptable, RH, commercial, marketing, informatique et systèmes d'information, qualité sécurité environnement, etc.).

## Complémentarité et reconnaissance de cette veille singulière
La veille juridique enrichit et complète utilement d’autres types de veille (par exemple, la veille en droit de la concurrence complète la veille concurrentielle, la veille règlementaire et normative complète la veille technologique, la veille réglementaire peut être complétée par une veille médiatique durant les travaux législatifs pour mieux connaître les perceptions et impacts d'un projet, etc.).
Selon C. Schmitt « Tout droit est 'droit en situation' ». Dans un schéma inverse, la veille juridique tend non seulement à cerner la règle de droit applicable à une situation juridique donnée mais également se complète avec d'autres veilles. Celles-ci permettent par fertilisation croisée au juriste d'appréhender l'environnement factuel, son contexte ou environnement souvent complexe, d'une situation à qualifier.
La reconnaissance professionnelle de la fonction de veille juridique est principalement d’inspiration anglo-saxonne avec la création dans les cabinets d'avocats anglo-saxons de la fonction de KML (Knowledge Manager Lawyer). Ce dernier a pour mission de superviser la veille juridique dans son ensemble au service d'une stratégie d'intelligence juridique pour le compte d'un conseil optimal (Cf. utilisation de flux RSS par dossier pour en maîtriser son environnement juridique et non juridique).
« Un système de management normatif sensible à l’intelligence du droit devra s’inscrire dans une logique dynamique appréhendant un corpus vivant et dynamique de normes en appréciant risques, écarts et dangers », conclut Y. Loufrani. La veille juridique est bien désormais l'expression directe d'un système d'information dédié à l'intelligence juridique au service du management de l'organisation pour la situer par rapport aux normes de droit d'aujourd'hui et de demain.